# Старая Котельня
Ста́рая Коте́льня (укр. Стара Котельня) — село в Андрушёвском районе Житомирской областиУкраины.

## История
Бывшее село Котелянской волости Житомирского уезда Волынской губернии Российской империи.
Население по переписи 2001 года составляло 1309 человек.

## Адрес местного совета
с. Старая Котельня, пл. Ленина, 1

## Известные жители и уроженцы
- Аврамец, Владимир Павлович (1926—2017) — комбайнёр, Герой Социалистического Труда (1966).
- Любченко, Любовь Андреевна (1922—1989) — Герой Социалистического Труда.

## Съёмки фильма
В 1984 году в селе снимали художественный фильм режиссёра Радомира Василевского «Что у Сеньки было».